# قلعة المرير
قلعة المرير قلعة مهجورة متهدمة تقع على بعد ميل ونصف على الجزء الجنوبي الشرقي من مدينة الزبارة بقطر.

## التاريخ
بنيت قلعة المرير من قبل آل خليفة حكام الزبارة وشبه جزيرة قطر والبحرين، وهي القبيلة العتبية الرئيسية بعد وصولهم إلى الزبارة من الكويت. بنيت القلعة من أجل إحباط غارات آل مسلم من قبيلة بني خالد الذين حكموا أكثر أراضي قطر. بدأ فتح البحرين في عام 1783 من القلعة.

## وصف القلعة
بنيت هذه القلعة على مساحة تبلغ 1500 متر خارج مدينة الزبارة مع قناة وأربعة جدران بين المدينة والقلعة وكذلك مقبرة تبعد 2100 متر خارج المدينة. بنيت القلعة للإشراف وحماية المدينة من أي غزاة. داخل القلعة يوجد مسجد معروف باسم مسجد المرير فضلا عن بئرين عميقين بينما توجد خمسة آبار خارج القلعة وجميعها توفر المياه العذبة.